# Brockdish
Brockdish est un village et une paroisse civile du South Norfolk dans le Norfolk en Angleterre.

## Géographie
Le village s'étend sur 910 ha. Selon le recensement de 2001, la paroisse (y compris Thorpe Abbotts) avait une population de 605 habitants. Au recensement de 2011, elle en compte 681. Le village est situé sur la rivière Waveney et se trouve à environ 5 km au sud-ouest de Harleston.

## Histoire
Le nom Brockdish dérive du vieil anglais signifiant « enceinte de ruisseau ».
Elaine Murphy a publié The Moated Grange: A History of South Norfolk Through the Story of one Home, 1300-2000, consacré au village de Brockdish.

## Personnalités
- William Gooch (1770-1792), astronome, y est né.
- Clementia Taylor (1810-1908), militante féministe, y est née.